# Glauconite
La glauconite è il nome con cui viene identificata una serie di minerali del gruppo della mica che probabilmente verrà rimpiazzato dalle specie che costituiscono la serie una volta che saranno meglio definite.

## Abito cristallino
Cristallizza nel sistema Monoclino.

## Origine e giacitura
La glauconite è un minerale diagnostico di ambiente deposizionale marino con bassi tassi di sedimentazione. Esso deriva dall'alterazione diagenetica marina in acque relativamente basse e in condizioni riducenti della biotite.